# Chiesa di San Rocco (Sona)
La chiesa di San Rocco è un luogo di culto cattolico, si trova nella frazione San Giorgio in Salici di Sona, in provincia e diocesi di Verona.

## Storia
La chiesa venne edificata per volontà degli abitanti della frazione di San Giorgio in Salici nel XVI secolo come forma di ringraziamento al santo patrono degli appestati, per averli protetti dalla epidemia del 1511, con il giuspatronato della famiglia Cavazzocca Mazzantei che provvedeva alle spese della cappella, e che ospitava e manteneva il cappellano. La chiesa risulta essere annessa all'antica pieve di Santa Giustina di Palazzolo.
La lontananza dalla pieve di Palazzolo che portava i fedeli a «ne ratione itineris, animae Parvulorum perirent» autorizzò la chiesa alla costruzione del battistero nel 1556. La chiesa mantenne il suo diritto di chiesa battesimale fino alla costruzione della nuova chiesa parrocchiale nel 1795 sul rifacimento di quella risalente al XII secolo e intitolata al santo protettore della frazione, venendone assoggettata.

## Descrizione
La chiesa, molto dislocata dal centro urbano della frazione, è posta all'interno di un parco delimitato, accessibile da un piccolo cancello. L'edificio con facciata a capanna, ha orientamento sud-ovest ed ha murature costituite in ciottoli di fiume, alternati a materiale di laterizio e tufo a vista. L'ingresso, centrale alla facciata con portone ligneo, presenta un piccolo cuspide triangolare. Sulla parte superiore vi è un oculo con vetro istoriato atto ad illuminare l'aula interna. La facciata termina con tre pinnacoli posti al centro e lateralmente all'ala del tetto.
L'interno della chiesa a navata unica, a cui si accede dall'ingresso protetto da inferriata in ferro battuto, è a pianta rettangolare e conserva due altari barocchi e in due nicchie le statue lignee dei santi Rocco e Sebastiano. La pareti intonacate presentano tracce di dipinti a fresco risalenti alla edificazione, e una piccola apertura rettangolare su ogni lato. Sul fondo dell'aula vi è la cappella dedicata alla Madonna e contrapposta l'archeggiatura chiusa modanata a tutto sesto.
L'aula termina con il presbiterio quadrato raggiungibile da due gradini e rientrante rispetto all'aula.
La copertura a capriate lignee, con trave di colmo posta centralmente e falsi puntoni laterali su cui poggiano longitudinalmente arcarecci presso il presbiterio, termina poi con il manto in coppi di laterizio. Dalla copertura, sul lato nord, svetta infine il piccolo campanile a vela con un'unica campana. La pavimentazione interna è a quadrotte di laterizio poste obliquamente.